# Joseph De Craecker
Joseph Ghislain Henri Maria De Craecker (* 19. Januar 1891 in Antwerpen; † 23. Oktober 1975) war ein belgischer Degenfechter.

## Erfolge
Joseph De Craecker nahm an zwei Olympischen Spielen teil: 1920 erreichte er in Antwerpen mit der Mannschaft die Finalrunde, in der sie sich lediglich Italien geschlagen geben musste. Gemeinsam mit Paul Anspach, Victor Boin, Ernest Gevers, Maurice de Wée, Félix Goblet d’Alviella, Philippe Le Hardy de Beaulieu, Fernand de Montigny und Léon Tom gewann er somit die Silbermedaille. In der Einzelkonkurrenz schied er in der Viertelfinalrunde aus. Bei den Olympischen Spielen 1924 in Paris wiederholte er im Mannschaftswettbewerb den Erfolg, als er mit der belgischen Equipe diesmal hinter Frankreich erneut den zweiten Rang belegte. Neben Paul Anspach, Ernest Gevers, Charles Delporte, Fernand de Montigny und Léon Tom gewann De Craecker eine weitere Silbermedaille.